# アラブ系ベネズエラ人
アラブ系ベネズエラ人とはアラブ人に家系起源を持つベネズエラ市民である。約600,000人のベネズエラ人がアラブ人に起源を持ち、レバノン、シリア、パレスチナが主である。

## 歴史
アラブ人のベネズエラへの移民は19世紀初頭から20世紀にかけて始まった。彼等の多くはレバノン、シリア、パレスチナ、イラクから到来し、現在は多くがカラカスに居住している。「アラブ系ベネズエラ人」の用語は中東全般からの民族集団を含み、実際にアラブ人のアイデンティティを持つことには直接繋がらない。例を挙げれば、エジプト人、ペルシア人、トルコ人もこの用語の中に包括される。
アラブからの移民はベネズエラ文化に影響を与えた。特にアラブ料理とアラブ文化がそうである。多くのアラブ系ベネズエラ人はレバノン系であり、彼等の数は約340,000人に達し、400,000人のシリア系が存在する。
宗教面では、アラブ系ベネズエラ人の多数派はキリスト教徒であり、カトリック教会、正教会、東方典礼カトリック教会に属している。ムスリムは少数であり、その他にも中東の他の信仰を奉ずる人々が極小数存在する。

## 著名なアラブ系ベネズエラ人
- ターレク・エル・アイサーミ -  ベネズエラの内務相、法務相
- ターレク・サアブ - 政治家、法律家、詩人。レバノン系